# Košarkaški klub Igokea
Il K.K. Igokea è una società cestistica avente sede ad Aleksandrovac nella municipalità di Laktaši, in Bosnia ed Erzegovina. Fondata nel 1973, gioca nel campionato bosniaco.
Disputa le partite interne nella SC Laktasi, che ha una capacità di 4.000 spettatori.

## Roster 2021-2022
Aggiornato al 17 agosto 2021.
|    | Naz.                                                | Ruolo | Sportivo          | Anno | Alt. | Peso | Note |
| -- | --------------------------------------------------- | ----- | ----------------- | ---- | ---- | ---- | ---- |
| 4  | Serbia (bandiera)                                   | G     | Milan Vulić       | 1991 | 196  |      |      |
| 16 | Serbia (bandiera) · Bosnia ed Erzegovina (bandiera) | AP    | Marko Jošilo      | 1992 | 200  | 84   |      |
| 19 | Bosnia ed Erzegovina (bandiera)                     | P     | Darko Talić       | 1998 | 192  | 84   |      |
| 22 | Bosnia ed Erzegovina (bandiera) · Serbia (bandiera) | AP    | Dalibor Ilić      | 2000 | 202  | 94   |      |
| 24 | Stati Uniti (bandiera)                              | G     | Tay Waller        | 1988 | 188  | 88   |      |
| 42 | Serbia (bandiera)                                   | AG    | Stefan Fundić     | 1994 | 200  | 110  |      |
| 77 | Bosnia ed Erzegovina (bandiera)                     | P     | Kosta Kondić      | 2001 | 193  |      |      |
|    | Serbia (bandiera)                                   | AG    | Stefan Đorđević   | 1998 | 206  | 97   |      |
|    | Serbia (bandiera)                                   | AP    | Aleksa Radanov    | 1998 | 201  | 95   |      |
|    | Stati Uniti (bandiera)                              | P     | James Robinson    | 1994 | 190  | 90   |      |
|    | Stati Uniti (bandiera)                              | P     | Markel Starks     | 1991 | 188  | 79   |      |
|    | Stati Uniti (bandiera)                              | AG    | DeShawn Stephens  | 1989 | 203  | 98   |      |
|    | Serbia (bandiera)                                   | AP    | Nikola Tanasković | 1997 | 204  | 98   |      |

### Staff tecnico
| Allenatore: | Dragan Bajić                     |
| Assistenti: | Milutin Latinčić, Zoran Petković |

## Palmarès
- Campionato bosniaco: 10

2000-2001, 2012-2013, 2013-2014, 2014-2015, 2015-2016, 2016-2017, 2019-2020, 2021-2022, 2022-2023, 2023-2024
- Coppa di Bosnia ed Erzegovina: 10

2007, 2013, 2015, 2016, 2017, 2018, 2019, 2021, 2022, 2023